# Tommerup Kirke
Tommerup Kirke ligger i den østlige del af landsbyen Tommerup ca. 13 km SV for Odense (Region Syddanmark). Kirken er opført o. 1200, men der vides kun ganske lidt om dens middelalderlige historie, herunder navnene på flere præster i tiden omkring og efter 1500, samt at den blev takseret til 15 mark ved landehjælpen 1524-26.
Efter reformationen 1536 tilhørte kirken kronen, der afhændede den med kaldsret til rigsadmiral Henrik Bielke. Hans arvinger bortauktionerede kirken 1704 til en københavnsk præst, Knud Jacobsen Tommerup, i hvis familie den var frem til 1743, da den var i nevøen, søkaptajn Jacob Clausen Tommerup til Tallerupgårds eje. Bort set fra tiden 1780-1800 forblev kirken tilknyttet Tallerupgård (da kaldet Talleruplund) frem til 1800-tallets midte, hvorefter ejerskabet skiftede hyppigt og kirken blandt andet var ejet af boghandler Christian Milo, Odense. Kirken overgik til selveje 1. januar 1914.
Brylle Kirke må være annekteret til Tommerup senest o. 1500 og forblev annekskirke frem til 1877. Ved opførelsen af Broholm kirkedistrikt 1907 blev denne kirke nyt anneks.

## Bygning
Kirken har sin oprindelse i en lille, romansk kampestensbygning på en profileret granitsokkel fra o. 1200 af hvilken kun skibet er bevaret. I senmiddelalderen blev først opført et tårn, nok i starten eller midten af 1400-tallet, mens det romanske kor blev erstattet af et langhuskor o. 1500. Våbenhuset er også senmiddelalderligt. Alle disse fornyelser er udført i munkesten. Det nordre sideskib (kaldet "Fredsfløjen") er opført under hovedrestaureringen 1920 (ledet af kongelig bygningsinspektør J. Vilhelm Petersen).

## Inventar
Kirkens ældste inventarstykker er den romanske døbefont og et røgelseskar fra 1200-50, der nu er i Nationalmuseet. Det lille, skårede alterkrucifiks er fra o. 1400, mens dåbsfadet er fremstillet i Nürnberg i 1500-tallet og alterstagerne er gotiske fra o. 1550.
Prædikestolen tilhører en lille fynsk gruppe fra o. 1580 (sammen med Korup, Birkende, Brændekilde og Rynkeby kirker), der blandt andet kendes på de sirligt udskårede planteornamenter og kapitæler. Desuden er det konsolhoved, der bærer stolen næsten identisk med Brændekildestolens. Disse er formentlig tilgået omtrent samtidig med at billedskærer Anders Mortensen udførte den bruskbarokke altertavle o. 1650, som nu står med et altermaleri af Nadverens Indstiftelse fra 1742. De barokke evangelistfigurer, der er føjet til prædikestolen, er formentlig samtidige, og det er oplagt at formode, at Anders Mortensens værksted også har leveret dem, om end de lidt grove figurer snarere er udført af værkstedet end af mester selv.
Altersættet er tilkommet som gave 1687 fra kirkeejere Hans Kaas og Sophie Amalie Bielke. Et forhenværende altermaleri fra 1894 er malet af Anton Dorph. Det forestiller Bønnen i Gethsemane Have og er en af 14 altermalerier med dette emne, Dorph malede.

## Eksterne kilder og henvisninger
- Wikimedia Commons har flere filer relateret til Tommerup Kirke
- Tommerup Kirke hos danmarkskirker.natmus.dk (Danmarks Kirker, Nationalmuseet).

- Tommerup Kirke hos KortTilKirken.dk